# اسپیتاکاجور
اسپیتاکاجور (ارمنی: Սպիտակաջուր؛ ترکی آذربایجانی: Ağbulaq) یک منطقهٔ مسکونی در جمهوری آرتساخ است که در استان کاشاتاق واقع شده‌است. اسپیتاکاجور ۱٬۹۶۹ متر بالاتر از سطح دریا واقع شده‌است.